# A Little Girl Who Did Not Believe in Santa Claus
A Little Girl Who Did Not Believe in Santa Claus ist ein US-amerikanischer Stummfilm von J. Searle Dawley und Edwin S. Porter aus dem Jahr 1907. Der Film wird dem Genre Drama zugeordnet.

## Handlung
An Heiligabend kehrt ein Junge aus reichem Hause mit seiner Erziehungsdame vom Schlittenfahren zurück. Dabei sieht er am Straßenrand ein armes Mädchen sitzen, dem kalt ist, da es keinen Mantel trägt. Er legt ihr seinen um und lädt sie zu sich nach Hause ein. Dort angekommen erzählt er ihr aus einem Buch vom Weihnachtsmann, an welchen er glaubt, das Mädchen jedoch nicht.
Noch am selben Abend hängt die Familie des Jungen ihre Strümpfe an den Kamin. Als der Junge im Bett liegt, muss er daran denken, dass das kleine Mädchen, da sie ja nicht an den Weihnachtsmann glaubt, von diesem keine Geschenke bekommt. Er schleicht sich daraufhin nach unten an den Kamin, um dem Weihnachtsmann aufzulauern. Der Weihnachtsmann erscheint durch den Kamin und zaubert neben den Geschenken einen riesigen geschmückten Weihnachtsbaum herbei. Der Junge erzählt ihm von dem kleinen Mädchen und die beiden fahren zu ihrem Haus, um auch sie zu bescheren.
Als das Mädchen aufwacht, kann es in der kleinen Hütte Geschenke und einen geschmückten Weihnachtsbaum erkennen und freut sich darüber.

## Kritiken
Der Film erhielt ausgeglichene bis positive Kritiken und erzielte bei IMDb eine durchschnittliche Bewertung von 5,9 der möglichen 10 Punkte.